# シャルプラニナッツ
- サルプラニナッツ
- シャルプラニネッツ

シャルプラニナッツあるいはサルプラニナッツ（セルビア・クロアチア語: Šarplaninac / Шарпланинац：シャルプラニナッツ、マケドニア語: Шарпланинец / Šarplaninac：シャルプラニネッツ）は、アルバニア、マケドニア共和国、コソボにまたがるシャル山地原産の護蓄用犬種である。愛称はシャル（Šar）で、旧称はイリリアン・シープドッグ（Illyrian Sheeepdog）。カルスト・シェパードとは親せき関係にある。

## 歴史
古代犬種の一つで、少なくとも紀元元年には犬種として存在していた。仔犬の頃から羊と共に育てられ、護蓄犬として羊の見張りを行うのに使われていた。雨の日も雪の日も野外で生活し、泥棒や狼から羊を命がけで守っていた。
優秀な護蓄犬であったため羊飼いに大切に飼育されていて、2度の世界大戦の戦禍も頭数を激減させる事なく生き残ることが出来た。しかし、冷戦の終結後に旧ユーゴスラビアで紛争が起こり、その戦渦に巻き込まれて急激に頭数が減少し、絶滅の危機に陥った。紛争は非常に激しく、原産地から全てのサルプラニナッツが消えてしまった時期もあった。しかし何とか戦禍を潜り抜けて主人と共に疎開する事が出来た犬たちは疎開先でブリーディングされ、ぎりぎりの状態で生存し続けていた。その後頭数を徐々に回復させ、紛争が沈静化された地域に数頭が送り返されて再び原産地にサルプラニナッツが帰るほどまでになった。原産地でもブリーディングは進み、1939年にはFCIにマケドニア原産の公認犬種として登録された。近年はアメリカ合衆国やカナダにコヨーテ対策の護蓄犬として輸入されるなどして作業犬として広く使われ、絶滅の心配はなくなった。又、少数ではあるがペットやショードッグとしても飼育されている。

## 特徴
がっしりとした骨太の体格で、雨や雪にも耐えられる丈夫な体を持つ。垂れ耳・ふさふさした垂れ尾でコートは厚い二重構造のロングコート。単色であり、 ホワイトからほぼブラックに見えるダーク・ブラウンまで全ての毛色が許容される。 小斑及びホワイト・マーキングは許容されない。体高58-62cm、体重30-45kgの大型犬で、性格は普段は物静かで忠実だが、守るべきものに危機が迫ると勇敢に立ち向かう。ペットとして飼育する際はその面が裏目に出ないようにしっかりとしつけを行う必要がある。室内飼いは少し難しく、室外での飼育が基本である。もし室内で飼育したいのであればゆったりとした広いスペースを確保する必要がある。運動量はかなり多いため、たっぷりと散歩させる事も忘れてはいけない。但し、仔犬の頃は腰などの骨が固まるまで激しい運動を避けるべきである。

## 参考
- 『日本と世界の愛犬図鑑2007』（辰巳出版）佐草一優監修
- 『デズモンド・モリスの犬種事典』デズモンド・モリス著書、福山英也、大木卓訳 誠文堂新光社、2007年
- 『日本と世界の愛犬図鑑2009』（辰巳出版）藤原尚太郎編･著